# 始興市廳站
始興市廳站（：／ Siheung Sicheong yeok */?）是首都圈電鐵西海線沿線的一座地下車站，位於韓國京畿道始興市長峴洞。未來首都圈電鐵京江線月串－板橋延伸段及新安山線通車後，兩線將於本站與西海線交會轉乘。

## 車站結構
站體為2面2線側式月台的地下車站，候車月台設有月台幕門，並有3處出口。

### 月台配置
| ↑ 新峴     |
| \| 下      |
| 始興陵谷 ↓ |

| 月台 | 路線              | 目的地               |
| ---- | ----------------- | -------------------- |
| 上行 | ●首都圈電鐵西海線 | 始興大也、素砂方向   |
| 下行 | ●首都圈電鐵西海線 | 達美、草芝、元時方向 |

## 歷史
- 2018年6月16日：落成啟用。

## 車站周邊
- 始興市政府
- 始興市議會
- 始興市廳公園
- 蓮城119消防安全中心
- 始興陵谷高校
- 始興市就業中心
- 京畿道始興蓮城老人醫院
- 陵谷先史遺跡公園

## 圖片

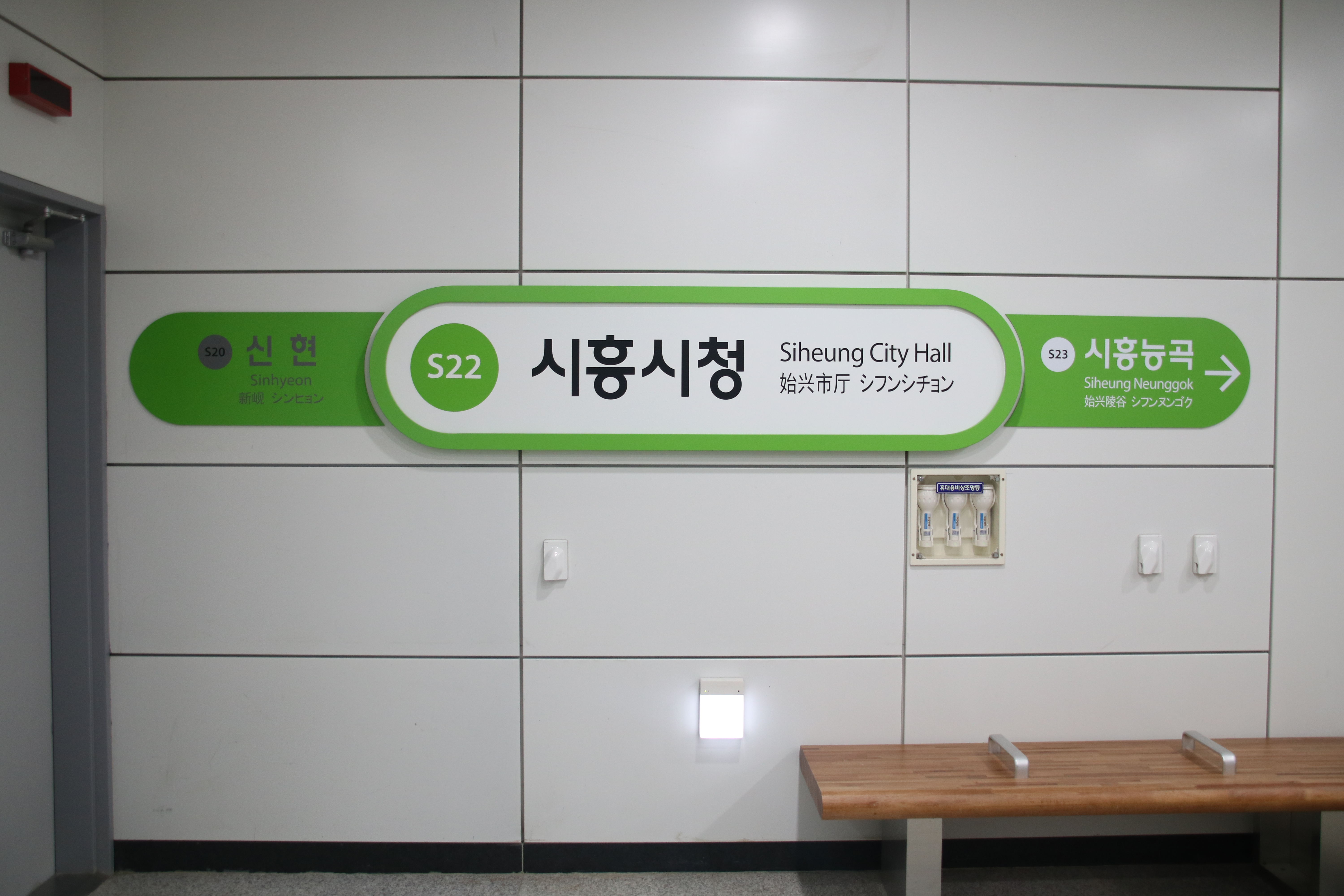
站名牌
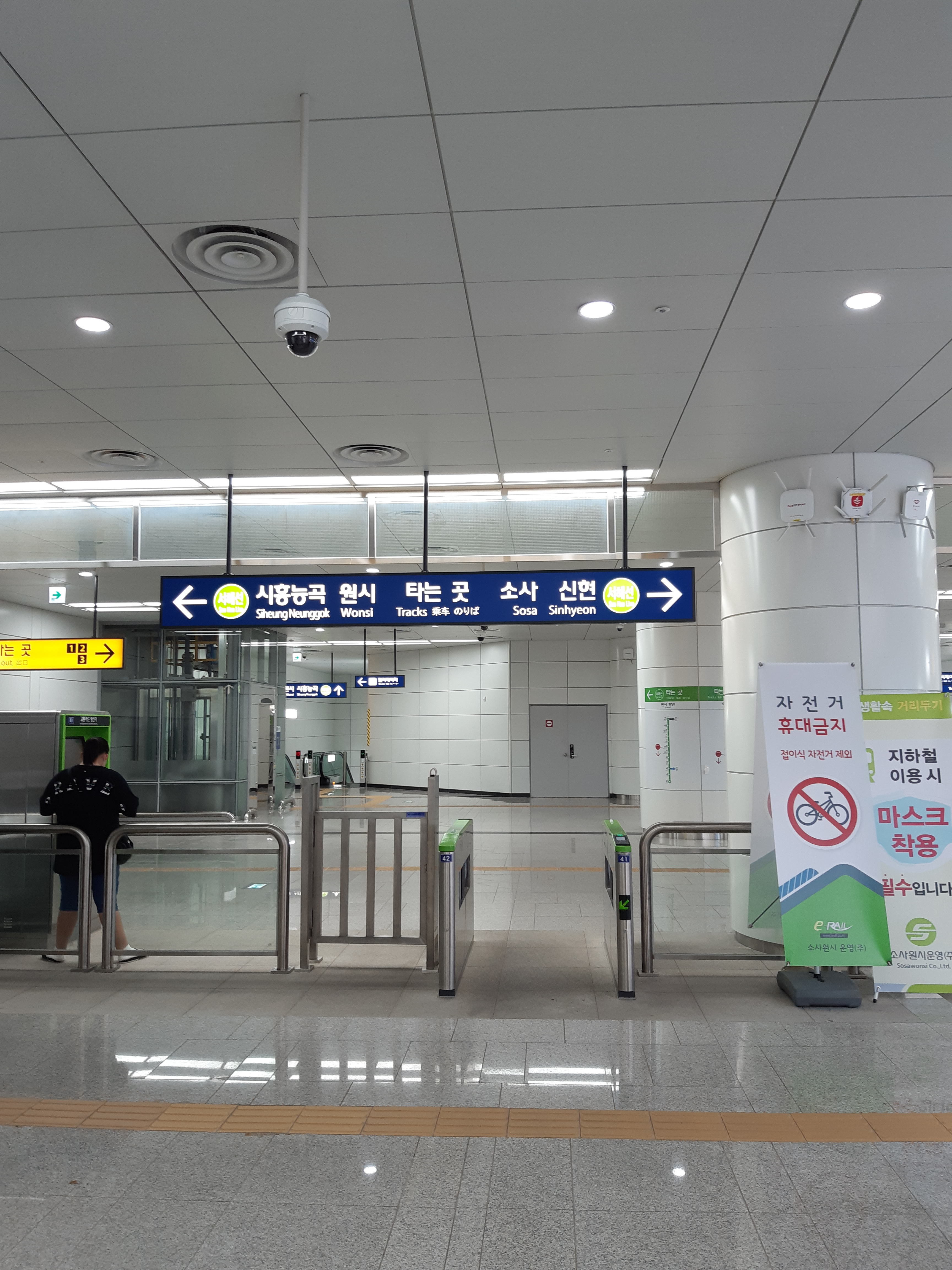
車站大廳
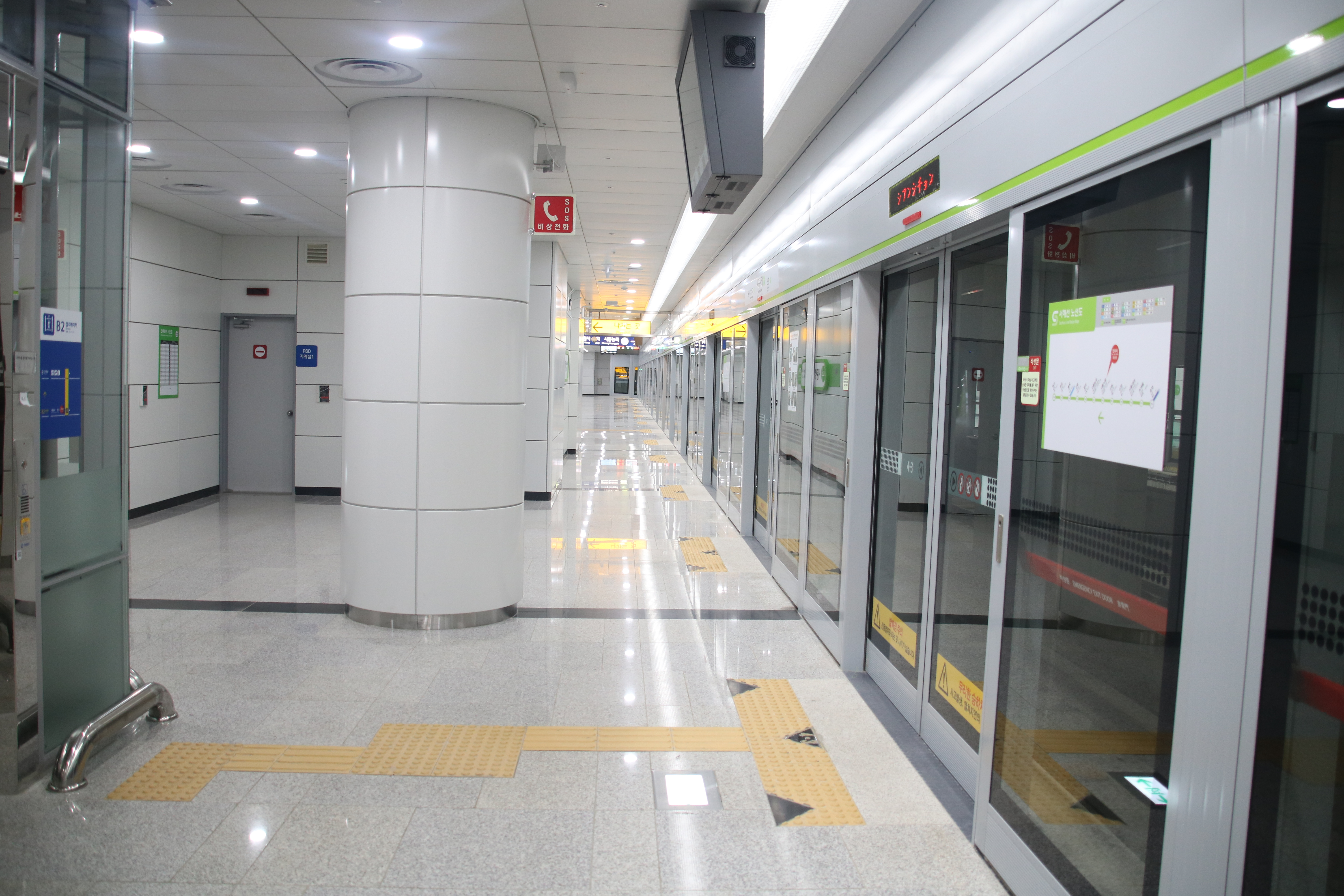
候車月台
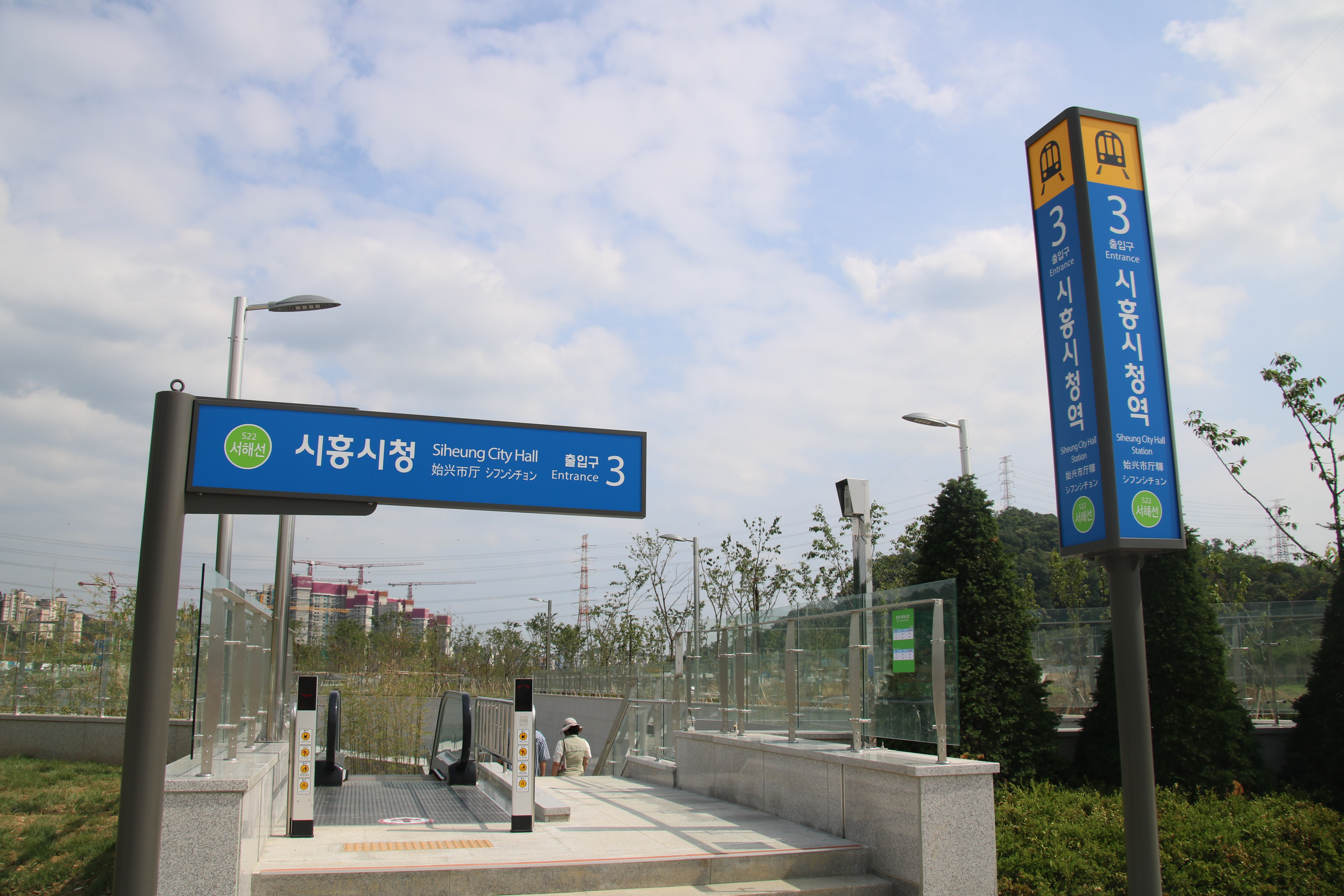
3號出口

## 相鄰車站
韓國鐵道公社
●首都圈電鐵西海線
新峴（S20）－始興市廳（S22）－始興陵谷（S23）